# Dog Day – Ein Mann rennt um sein Leben
Dog Day – Ein Mann rennt um sein Leben (Alternativtitel: Ein Mann rennt um sein Leben; Originaltitel: Canicule) ist ein französischer Actionthriller aus dem Jahr 1984. Regie führte Yves Boisset, der gemeinsam mit Jean Herman, Michel Audiard, Dominique Roulet und Serge Korber das Drehbuch anhand eines Romans von Jean Herman (unter dem Pseudonym Jean Vautrin veröffentlicht) schrieb.

## Handlung
Der Amerikaner Jimmy Cobb erbeutet bei einem Überfall in Frankreich auf einen Geldtransporter eine Million Dollar; im weiteren Verlauf des Films spricht ein Polizist von 10 Millionen Franc. Bei dem Überfall kommen sieben Personen zu Tode. Cobb flieht aufs Land; die Polizei und Mitglieder einer kriminellen Organisation verfolgen ihn. Er vergräbt das Geld auf dem Getreidefeld eines Bauernhofs. Chim, der circa 14-jährige Sohn der Familie, welcher der Hof gehört, beobachtet dies, gräbt das Geld wieder aus und versteckt es an einer anderen Stelle. Cobb verbirgt sich auf dem Bauernhof, wird jedoch bald entdeckt; die Familie, welche den Hof bewirtschaftet, liefert ihn jedoch nicht der Polizei aus. Vielmehr trachten sie danach, das erbeutete Geld zu finden. Doch fast alle finden den Tod: Gutsherrin Gusta leidet und hängt sich auf. Die mit dem sexsüchtigen Horace verheiratete Jessica gibt sich Jimmy hin. Die Nymphomanin Ségolène, die zuerst den Polizisten Marceau bedrängt, will nun den gefesselten Jimmy vergewaltigen. Jimmy befreit sich von seinen Fesseln und erwürgt Ségolène. Auf dem Grundstück campen zwei deutsche junge Frauen. Horace, dem sonst immer Jessica zu Diensten stand, will mit einer der beiden Sex. Als sie schreit und ihre Freundin mit einem Knüppel zu Hilfe eilt, nimmt Horace diesen und schlägt die beiden tot. Als Horace sich das Blut der Camperinnen abduscht, wird er unter der Dusche von Jessica erschossen. Jessica schläft danach mit dem Detektiv Rojinski und erschießt anschließend auch ihn. Die Gangster tauchen auf dem Hof auf und werden von Jimmy mit Schüssen und einer Handgranate zur Strecke gebracht. Anschließend schlägt Jimmy den Gutsherrn Socrate mit einem Gewehrlauf tot und lässt sich dann von der Polizei erschießen. Am Ende leben nur noch Jessica und Chim, die nun den Hof verlassen.

## Kritiken
Der Filmdienst schrieb, der Film sei „vom Stoff her eine interessante Studie über Formen menschlicher Gier und Bösartigkeit“. Er verschenke jedoch „sein Thema in einer vordergründig brutalen und zwiespältigen Inszenierung“.
Die Zeitschrift TV Spielfilm schrieb, der Film sei „morbide, drastisch und toll fotografiert“. Er beleuchte „brutal und schonungslos die Formen menschlicher Gier“.

## Hintergründe
Filmstart in den französischen Kinos war am 11. Januar 1984. Die Deutschlandpremiere erfolgte am 12. April 1985.